# Parc de Bercy
Der Parc de Bercy ist eigentlich eine Zusammenfassung dreier Gärten von zusammen 14 Hektar im Quartier Bercy des 12. Arrondissement von Paris. Er liegt zwischen der Accor Arena im Norden und dem Erlebniszentrum Bercy Village am ehemaligen Lagerhaus Bercy im Süden.

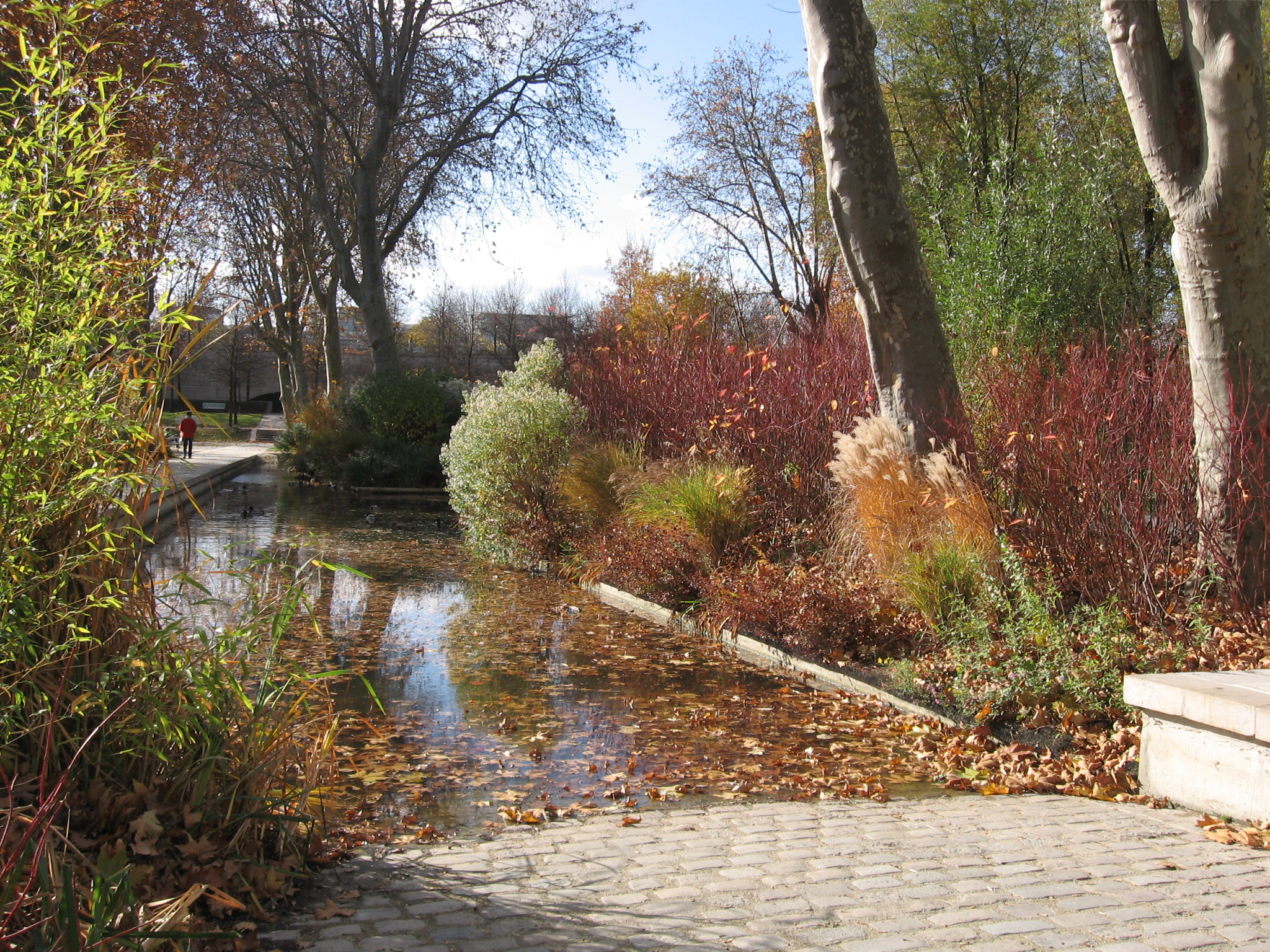
Herbststimmung, 2007
Im Hintergrund die französische Nationalbibliothek
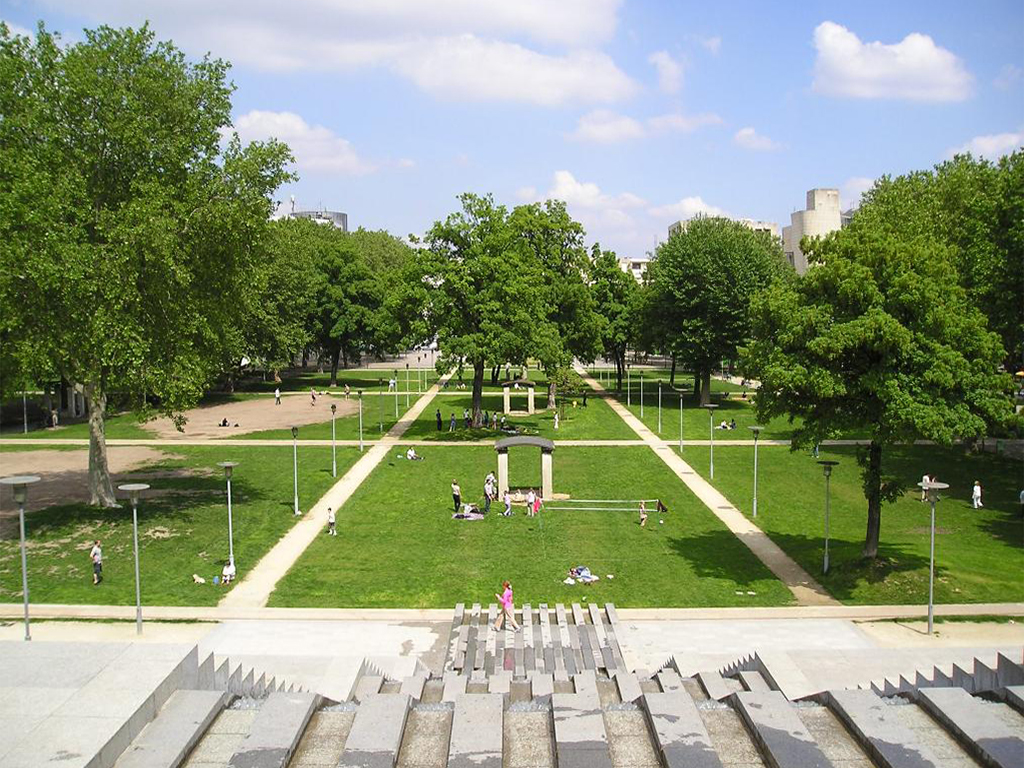
Les Prairies
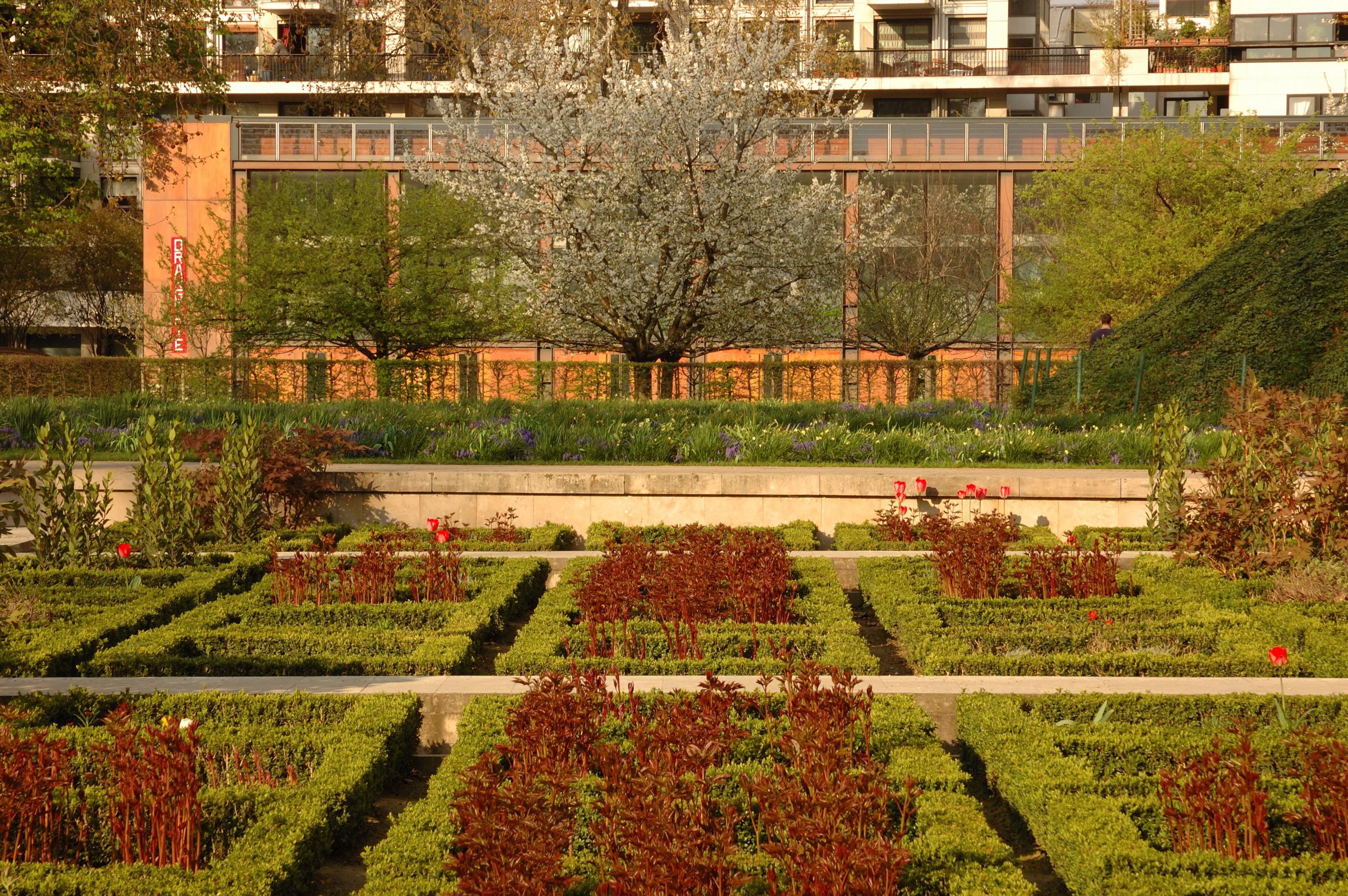
Les Parterres

## Lage
Der Park liegt am Seineufer zwischen den Brücken Bercy und Tolbiac. Er ist mit der Metro über die Station Bercy   und  (letztere auch Cour Saint-Émilion) zu erreichen.

## Die drei Parkanlagen
Der Parc de Bercy wurde in drei Teilbereiche von den Architekten Bernard Huet, Marylène Ferrand, Jean-Pierre Feugas, Bernard Leroy zusammen mit den Landschaftsarchitekten Ian Le Caisne und Philippe Raguin zwischen 1993 und 1997 angelegt: die großen Wiesen (franz. les Grandes Prairies), die Beete (franz. les Parterres) und der romantische Garten (franz. le Jardin romantique).

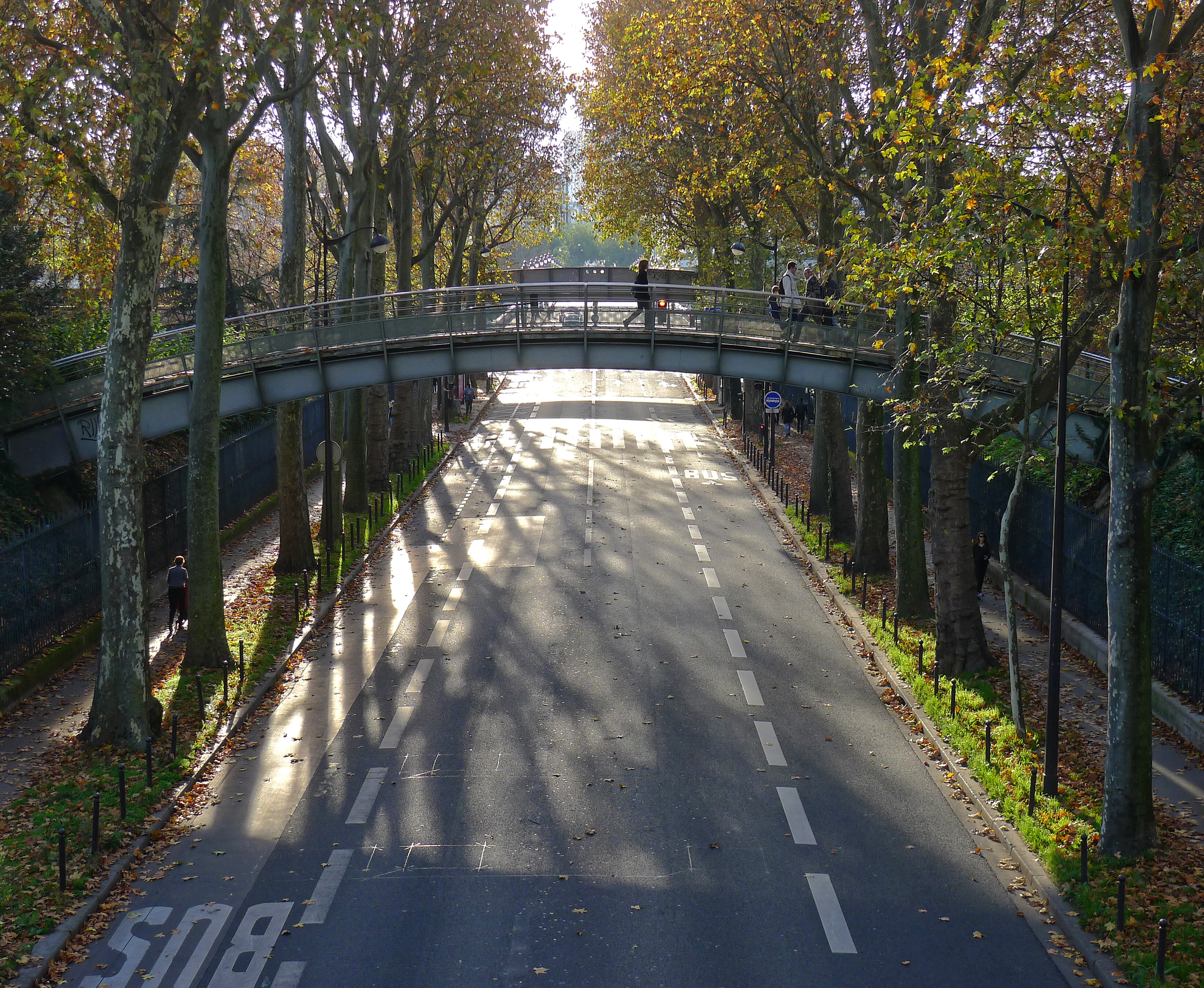
Übergang im Parc de Bercy über die Rue Joseph-Kessel
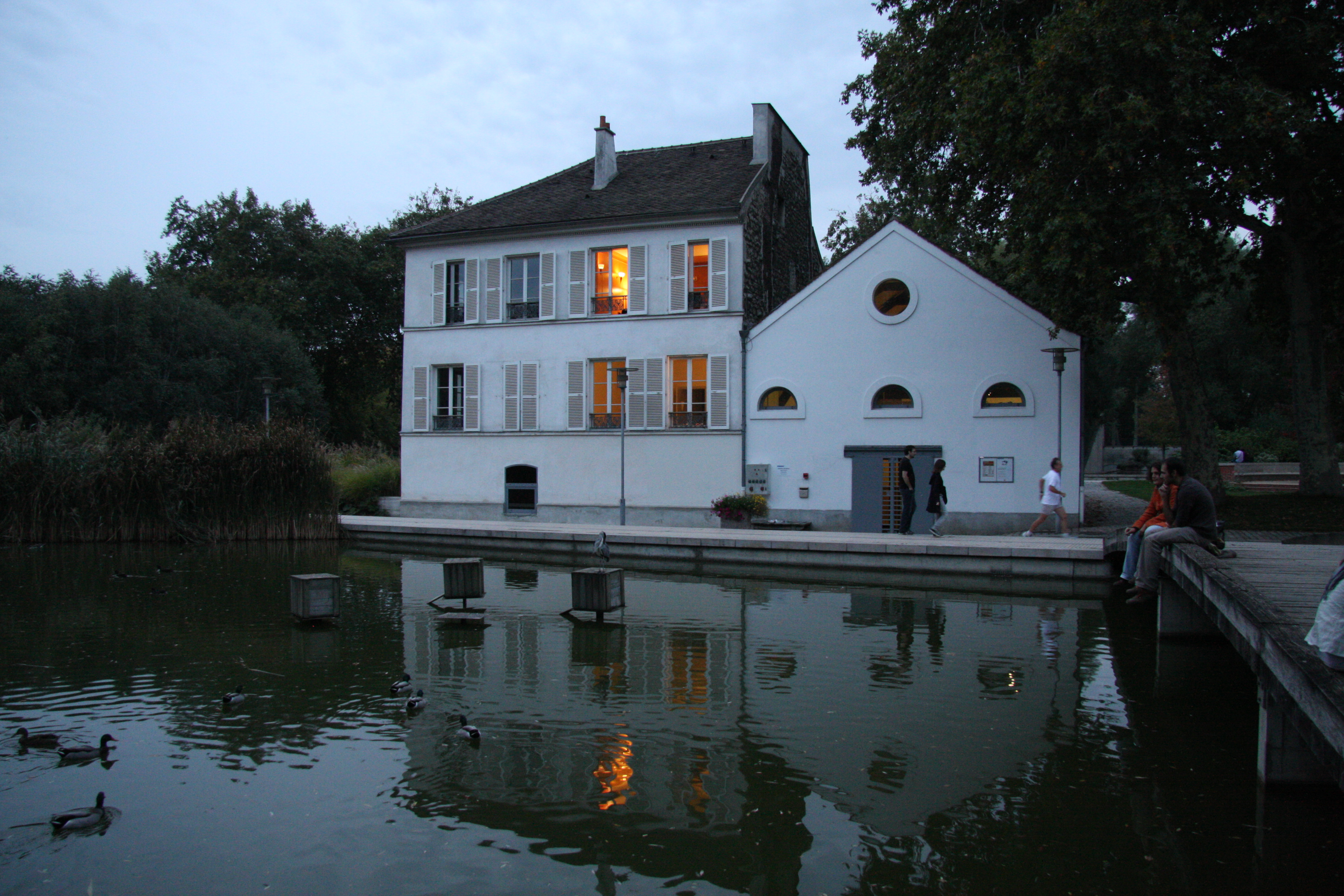
Ausstellungszentrum des 12. Arrondissement im «Maison du lac»
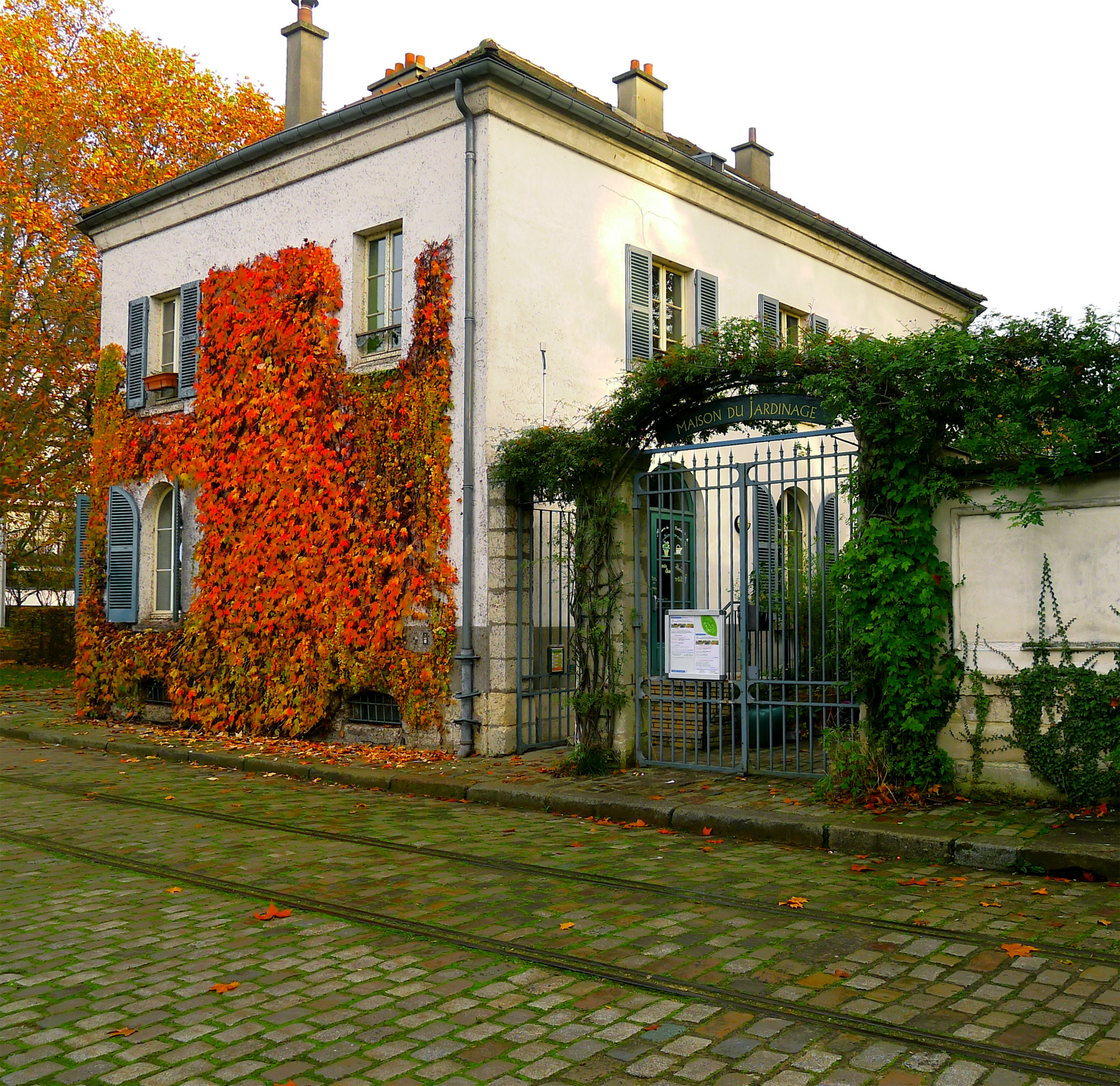
Das «Maison du jardinage»
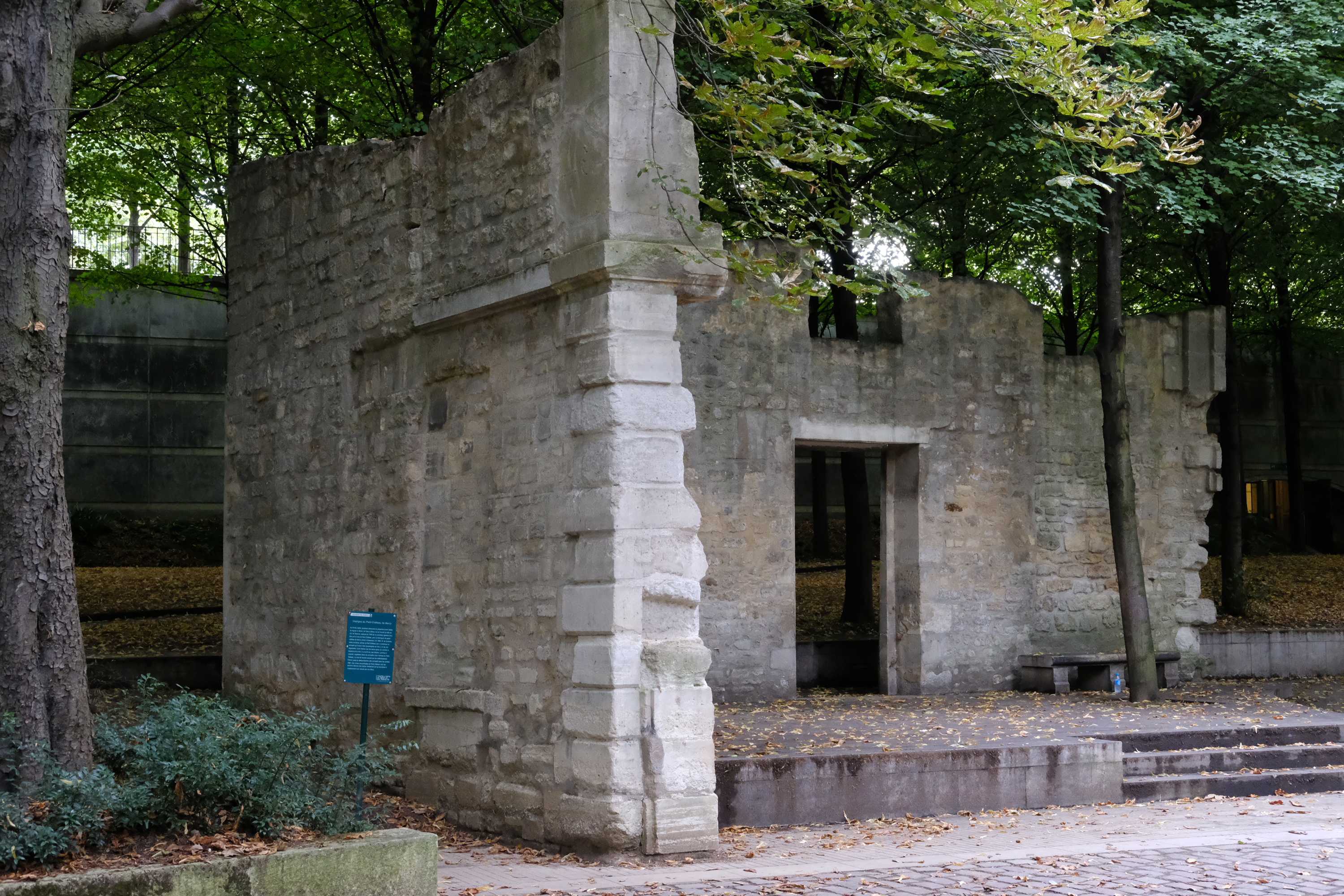
Ruine Pâté-Paris im Parc de Bercy

Parc de Bercy, Paris.

## Geschichte
Der 14 Hektar große Park entstand zwischen 1993 und 1997 in Bercy, einem Stadtteil im Osten von Paris, der, direkt an der Seine gelegen, früher einer der größten Weinmärkte der Welt war. Nachdem das Viertel immer mehr verwahrloste, entschloss man sich zu Beginn der 80er Jahre zu massiven Umgestaltungen. Kernstück ist heute der neue Park de Bercy. Die Gewinner des internationalen Wettbewerbs, die Architekten Bernard Huet, Madeleine Ferrand, Jean-Pierre Feugas und Bernard Leroy in Zusammenarbeit mit den Landschaftsarchitekten Ian Le Caisne et Philippe Raguin nannten ihren Entwurf zunächst "Jardins de la Memoire" (Gärten der Erinnerung). Früher befanden sich an dieser Stelle nämlich die Weinlager der französischen Monarchen, des Pariser Hochadels und die Markthallen des Weinhandels. Dieser Aspekt wurde bei der Parkgestaltung beibehalten. In Erinnerung an diese Vergangenheit hat man Wingert mit den Rebensorten Chardonnay und Sauvignon Blanc angelegt.
In der Nähe des Parks auf der gegenüberliegenden Seite der Seine befindet sich die französische Nationalbibliothek, die von den mittig im Park gelegenen Kaskaden über den freitragenden Beauvoir-Steg einfach zu erreichen ist.